# Sân bay quốc tế Quad City
Sân bay quốc tế Quad (mã sân bay IATA: MLI, mã sân bay ICAO: KMLI, mã sân bay FAA LID: MLI) là một sân bay công cộng có cự ly 3 dặm (5 km) về phía nam của khu kinh doanh trung tâm của Moline, một thành phố ở quận Rock Island, tiểu bang Illinois, Hoa Kỳ. Nó thuộc sở hữu của Metropolitan Airport Authority. Phục vụ khu vực thành phố Quad Illinois và Iowa.
Sân bay Quad City là sân bay thương mại bận rộn thứ 3 trong Illinois  - Sân bay quốc tế O'Hare Chicago và sân bay quốc tế Midway là hai sân bay lớn nhất và nhì bang. Việc sân bay có tên "quốc tế" có nghĩa sân bay này là một cửa ngõ chính thức nhập cảnh và có một dịch vụ hải quan. Khu thương mại nước ngoài và cơ quan hải quan Mỹ được đặt tại sân bay, cho phép phục vụ các tuyến bay quốc tế trong và ngoài nước.

## Hãng hàng không và tuyến bay
Tất cả hàng khách vào nhà ga chính sau đó chuyển qua các hành lang A (cổng từ A1-A6) hay hành lang B (các cổng B5, B7, B8, B8A, B9 - B11, B15, B17).
| Hãng hàng không                                     | Các điểm đến                                                        | Hành lang |
| --------------------------------------------------- | ------------------------------------------------------------------- | --------- |
| Allegiant Air                                       | Las Vegas, Orlando-Sanford, Phoenix/Mesa, St. Petersburg/Clearwater | B         |
| American Eagle                                      | Chicago-O'Hare, Dallas/Fort Worth                                   | A         |
| AmericanConnection vận hành bởi Chautauqua Airlines | Chicago-O'Hare                                                      | A         |
| Delta Connection vận hành bởi Expressjet Airlines   | Atlanta, Minneapolis/St. Paul                                       | A/B       |
| Delta Connection vận hành bởi Pinnacle Airlines     | Detroit, Minneapolis/St. Paul                                       | B         |
| United Express vận hành bởi Expressjet Airlines     | Chicago-O'Hare, Denver                                              | B         |
| United Express vận hành bởi GoJet Airlines          | Denver                                                              | B         |
| United Express vận hành bởi SkyWest Airlines        | Chicago-O'Hare                                                      | B         |
| United Express vận hành bởi Trans States Airlines   | Chicago-O'Hare                                                      | B         |